# Luise Abramowski
Luise Abramowski (* 8. Juli 1928 in Schwentainen, Kreis Ortelsburg; † 3. November 2014 in Tübingen) war eine deutsche evangelische Theologin und Kirchenhistorikerin.

## Leben
Ihr Vater war der Alttestamentler und Orientalist Rudolf Abramowski, ihre Mutter Gertrud Abramowski war ebenfalls Theologin und promovierte Kirchenhistorikerin. Nach dem Abitur 1946 schrieb sie sich an der Kirchlichen Hochschule Berlin ein und wechselte nach drei Semestern an die Evangelisch-Theologische Fakultät der Universität Bonn, wo sie sich 1956 mit der Arbeit Untersuchungen zum literarischen Nachlaß des Nestorius bei Ernst Bizer promovierte. In Bonn habilitierte sie sich 1962 und wurde 1964 zur Dozentin, 1967 zur außerplanmäßigen Professorin und 1970 zur wissenschaftlichen Rätin ernannt. 1974 wurde sie auf den Lehrstuhl für Historische Theologie in der Evangelisch-Theologischen Fakultät der Universität Tübingen berufen, wo sie bis zu ihrer Emeritierung 1995 lehrte. 1982 wurde sie zum korrespondierenden Mitglied der British Academy gewählt. Zu ihren Schülern zählen Hanns Christof Brennecke und Christoph Markschies.
Ihr wissenschaftlicher Nachlass befindet sich in der Universitätsbibliothek Tübingen (Signatur: Mn 55).

## Werke (Auswahl)
- Untersuchungen zum Liber Heraclidis des Nestorius, Secrét. du Corpus SCO, Louvain 1963 (Corpus scriptorum Christianorum orientalium, Band 242).
- (als Herausgeberin, zusammen mit Alan E. Goodman): A nestorian collection of christological texts. Cambridge University Library ms. oriental 1319, zwei Teile, Cambridge University Press, Cambridge 1972 (Oriental publications, Band 18 und 19), ISBN 0-521-07578-5 und ISBN 0-521-07578-5.
- Drei christologische Untersuchungen, de Gruyter, Berlin 1981 (Zeitschrift für neutestamentliche Wissenschaft, Beihefte, Band 45), ISBN 3-11-008500-3.
- Formula and Context. Studies in early Christian thought, Variorum, Hampshire 1992 (Variorium collected studies series, Band 365), ISBN 0-86078-288-3.
- Neue christologische Untersuchungen (Texte und Untersuchungen zur altchristlichen Literatur, Bd. 187). De Gruyter, Berlin 2021, ISBN 978-3-11-064492-0.
- Die Kirche in Persien (= Alois Grillmeier/Jesus der Christus im Glauben der Kirche, Bd. 2,5). Herder, Freiburg/Br. 2022, ISBN 978-3-451-39025-8.